# Gizela Burgundska, monferatska markiza
Gizela Burgundska (1075. – 1135.) bila je savojska grofica i monferatska markiza. Njezin je otac bio Vilim I., burgundski grof.
Godine 1090., Gizela se udala za grofa Umberta II. Savojskog te mu je rodila Adelajdu, koja je postala supruga francuskog kralja Luja VI., dok je Gizelin i Umbertov sin bio Amadeus III. Savojski.
Gizelin drugi suprug bio je Rainier Monferatski.